# Campionati europei di 49er & 49er FX 2010
I Campionati europei di 49er & 49er FX 2010 si sono svolti a Sopot, in Polonia, dall'1 al 10 luglio.

## Podi
| Evento | Oro                                             | Argento                                   | Bronzo                                  |
| 49er   | Regno Unito Christopher Draper Peter Greenhalgh | Francia Emmanuel Dyen Stéphane Christidis | Regno Unito Stephen Morrison Ben Rhodes |

## Medagliere
| Posiz. | Nazione     | Oro | Argento | Bronzo | Totale |
| ------ | ----------- | --- | ------- | ------ | ------ |
| 1      | Regno Unito | 1   | 0       | 1      | 2      |
| 2      | Francia     | 0   | 1       | 0      | 1      |
| Totale | Totale      | 1   | 1       | 1      | 3      |